# Cichlasoma istlanum
Cichlasoma istlanum és una espècie de peix de la família dels cíclids i de l'ordre dels perciformes.

## Morfologia
Els mascles poden assolir els 30 cm de longitud total.

## Distribució geogràfica
Es troba a la zona pacífica de Mèxic.